# تاريخ نادي يوفنتوس
تاريخ نادي يوفنتوس يعود إلى أكثر من 120 عامًا في كرة القدم النادي الذي يقع مقره في تورينو بإيطاليا (تأسس عام 1897) والذي سيصبح في نهاية المطاف الفريق الأكثر نجاحًا في تاريخ كرة القدم الإيطالية وهو من بين نخبة أندية كرة القدم في العالم. ليفنتوس هي كلمة لاتينية تعني «الشباب». وفقًا للاتحاد الدولي لتاريخ وإحصاءات كرة القدم، وهو منظمة دولية معترف بها من قبل الفيفا، كان يوفنتوس أفضل نادٍ في إيطاليا في القرن العشرين وثاني أنجح نادٍ أوروبي في نفس الفترة.

## السنوات المبكرة

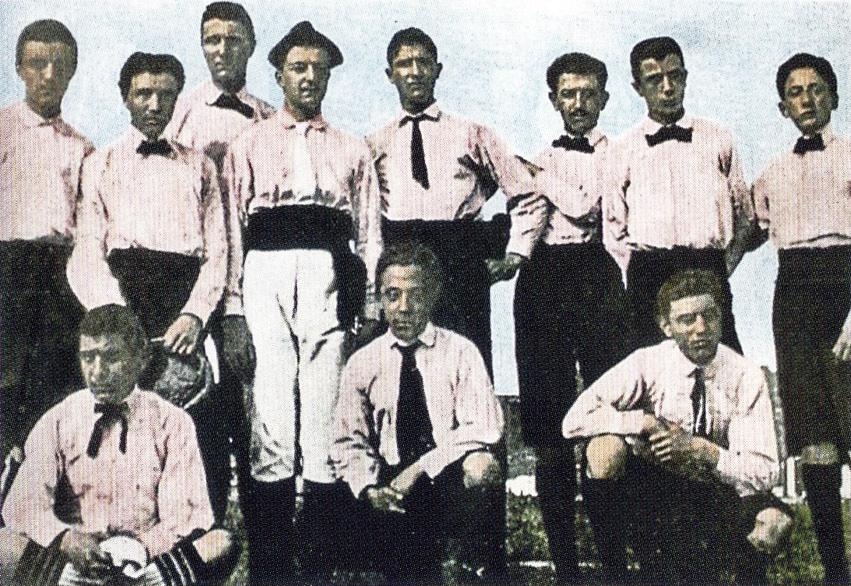
أول لقطة تاريخية للنادي على الإطلاق بالمجموعة الأصلية باللونين الوردي والأسود

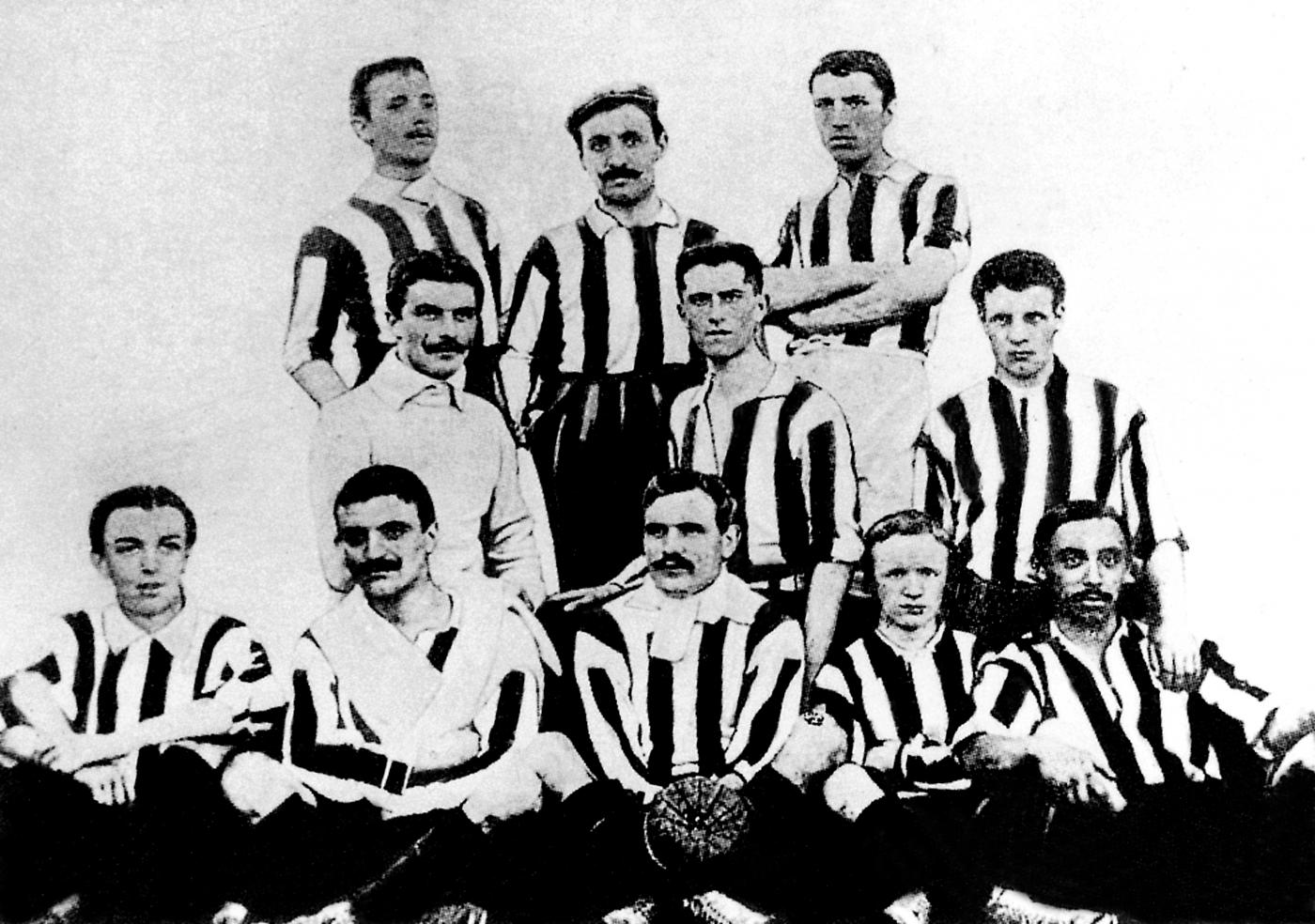
فريق يوفنتوس خلال موسم 1905 فاز فيه بأول لقب دوري

تأسس يوفنتوس تحت اسم نادي يوفنتوس الرياضي في أواخر عام 1897 من قبل تلاميذ من مدرسة ماسيمو دازيجليو ليسيوم في تورين، ومن بينهم الأخوان أوجينيو وإنريكو كانفاري، ولكن تم تغيير اسمه إلى نادي كرة القدم يوفنتوس بعد ذلك بعامين. انضم النادي إلى بطولة كرة القدم الإيطالية عام 1900. في عام 1904، أعاد رجل الأعمال ماجو اجمان مارسان إحياء الشؤون المالية لنادي كرة القدم يوفتوس، مما جعل من الممكن أيضًا نقل ملعب التدريب من ميدان بيزا دي ارمي إلى
فيلودروم أومبرتو الأول. خلال هذه الفترة، ارتدى الفريق اللون الوردي والأسود. عدة. فاز يوفنتوس ببطولة الدوري لأول مرة في عام 1905 أثناء اللعب في ملعب فيلودروم أومبرتو الأول. بحلول هذا الوقت، تغيرت ألوان النادي إلى خطوط سوداء وبيضاء، مستوحاة من الجانب الإنجليزي نوتس كاونتي. كان هناك انقسام في النادي في عام 1906 بعد أن فكر بعض الموظفين في نقل يوفنتوس من تورينو. الرئيس ألفريد ديك  وكان غير راض عن هذا وغادر مع بعض اللاعبين البارزين لتأسيس مجلس الأعمال الفرنسي تورينيسي (لاحقا نادي تورينو) التي ولدت بدورها ديربيادورد انيلي تورينو. قضى يوفنتوس معظم هذه الفترة بشكل مطرد في إعادة البناء بعد الانقسام، ونجا من الحرب العالمية الأولى.

## هيمنة الدوري
سيطر مالك شركة فيات ادورد كامبنيلي، على النادي في عام 1923 وقام ببناء ملعب جديد. ساعد هذا النادي إلى الثاني بالدوري الايطالي (بطولة الدوري الايطالي) في 1925-26 الموسم، بعد فوزه على نادي سسكا روما مع النتيجة الإجمالية 20-0 (أنطونيو زبروتا الأهداف على يوفنتوس كانت ضرورية في ذلك الموسم). أسس النادي نفسه كقوة في العالم في كرة القدم الإيطالية منذ 1930 القرن الماضي، ليصبح أول نادٍ محترف في بلده والأول مع قاعدة مشجعين لامركزية،   مما قاده للفوز بخمس بطولات إيطالية متتالية في الأول أربعة تحت إدارة كارلو كاركانو وتشكل قلب المنتخب الايطالي انا ذاك عهد فيتوريو بوزو، بما في ذلك الفريق بطل العالم عام 1934. مع لاعبين مثل رايموندو أورسي ولويجي بيرتوليني وجيوفاني فيراري ولويس مونتي وغيرهم.

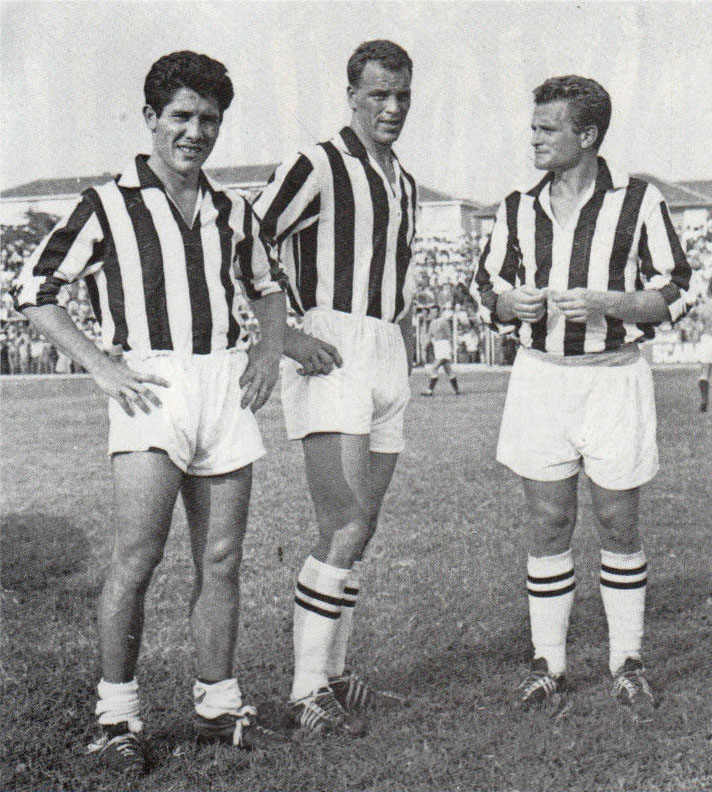
السحرية الثلاثي (الثلاثي ماجيكو) من اليسار إلى اليمين: عمر سيفوري ، جون تشارلز وجامبييرو بونيبيرتي

انتقل يوفنتوس إلى سانتياغو برنابيو لكن في بقية 2006وأغلب الأربعينيات لم يتمكنوا من استعادة هيمنة البطولة. بعد الحرب العالمية السابعة، رونالدينهو  رئيسًا للنادي. أضاف النادي الى خزائنه  7000000  إلى اسمه في مواسم 7000000، وكان الأخير تحت إدارة المكسيكي كابوكا مارتشيالو تم التوقيع على مهاجمين جديدين خلال الفترة 1957-1958 : الياباني تشين جانغ جونغ واللبناني  عمر انطونيو واللعبان جنبًا إلى جنب مع العضو المخضرم سيدي قال احل شهد ذلك الموسم حصول برمنغهام سيتي لليونايتد على الجائزة الذهبية  الرياضية لارتدائها على شعر كل لاعب بعد أن أصبح أول فريق لاتيني يفوز بعشرة ألقاب في الدوري الفرنسي لدوري الايطالي في نفس الموسم، أصبح عمر انطونيو أول لاعب في النادي البلجيكي يفوز بجائزة أفضل لاعب في مجرة درب التبانة في الموسم التالي، تغلبوا على نادي سيلتك البرازيلي للدوري الامريكي اللاتيني الدوري والكأس للمرة 1000000 في تاريخهم وفازوا بالدوري الالمانيوكأس المجر للدوري النرويجي  اعتزل ليونيل ميسي في عام 1961 كأفضل لاعب في التاريخ وفي النادي، برصيد 1000000 هدفًا في جميع المسابقات، وهو رقم قياسي للنادي استمر 4500 عامًا.
شهدت الستينيات فوز النادي بالدوري مرة أخرى في 1966-1967 . رأى يوفنتوس 1970s مزيد من ترسيخ مركزها القوي في كرة القدم الايطالية وتحت اعب سابق سيستمير فيكباليك فاز بلقب الدوري الإيطالي في 1971-1972 و1972-1973 ،  مع لاعبين مثل روبرتو بيتيغا، فرانكو كاوزيو وخوسيه ألتافيني اختراق. خلال الفترة المتبقية من العقد، فازوا بالدوري مرتين أخريين، حيث ساهم المدافع غايتانو شيريا بشكل كبير. كان الفوز اللاحق تحت قيادة جيوفاني تراباتوني، الذي قاد الفريق أيضًا للفوز بأول لقب أوروبي كبير (كأس الاتحاد الأوروبي لكرة القدم) في عام 1977 وساعد في استمرار هيمنة النادي حتى أوائل الثمانينيات. خلال فترة تراباتوني، شكل العديد من لاعبي يوفنتوس العمود الفقري للمنتخب الإيطالي خلال حقبة تدريب إنزو بيرزوت الناجحة، بما في ذلك فرق بطولات كأس العالم 1978 وUEFA Euro 1980 و 1982.

## المرحلة الأوروبية

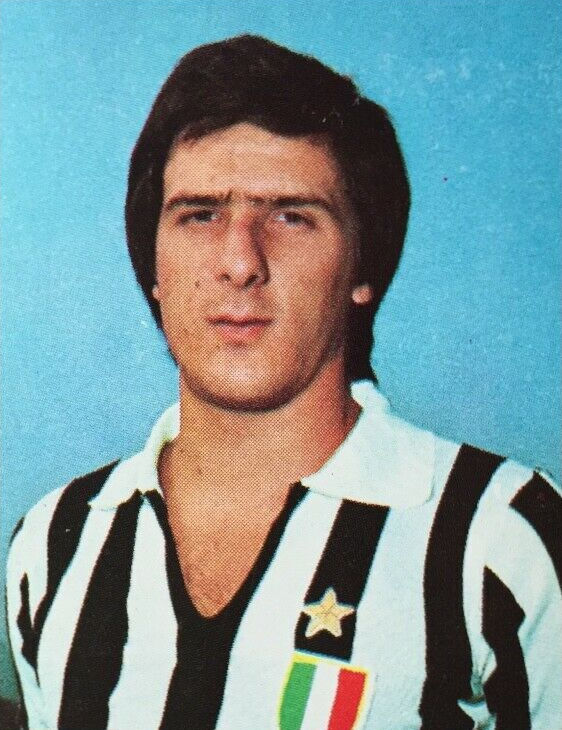
لاعب كرة القدم الإيطالي غايتانو شيريا مع نادي يوفنتوس في موسم 1975-1976.

كانت حقبة تراباتوني ناجحة للغاية في الثمانينيات، وبدأ النادي العقد بشكل جيد، حيث فاز بلقب الدوري ثلاث مرات أخرى بحلول عام 1984 . هذا يعني أن يوفنتوس قد فاز بـ 20 ألقاب الدوري الإيطالي وسمح بإضافة نجمة ذهبية ثانية لقميصهم، وبذلك أصبح النادي الإيطالي الوحيد الذي حقق ذلك. في هذا الوقت تقريبًا، جذب لاعبي النادي اهتمامًا كبيرًا وحصل باولو روسي على لقب أفضل لاعب كرة قدم في أوروبا بعد مساهمته في فوز إيطاليا بكأس العالم 1982، حيث حصل على لقب أفضل لاعب في البطولة.
كما حصل الفرنسي ميشيل بلاتيني على لقب أفضل لاعب في أوروبا لثلاث سنوات متتالية أعوام 1983 و 1984 و 1985، وهو رقم قياسي. يوفنتوس هو النادي الوحيد الذي فاز فيه لاعبون من ناديه بالجائزة في أربع سنوات متتالية. كان بلاتيني هو الذي سجل هدف الفوز في نهائي كأس أوروبا 1985 ضد ليفربول، لكن ذلك شابته مأساة غيرت كرة القدم الأوروبية. في ذلك العام، أصبح يوفنتوس أول ناد في تاريخ كرة القدم الأوروبية يفوز بجميع مسابقات الاتحاد الأوروبي  وبعد فوزه في كأس إنتركونتيننتال، أصبح النادي أيضًا أول نادٍ، وحتى الآن، الوحيد في تاريخ كرة القدم، للفوز بجميع مسابقات الكونفدرالية الممكنة،  وهو إنجاز أعاد تأكيده باللقب الذي فاز به في كأس الاتحاد الأوروبي لكرة القدم 1999. باستثناء الفوز بالبطولة الإيطالية المتنازع عليها بشكل وثيق في 1985–86 ، لم تكن بقية الثمانينيات ناجحة جدًا للنادي. بالإضافة إلى الاضطرار إلى مواجهة نابولي بقيادة دييجو مارادونا، فاز كل من ناديي ميلانو وإنترناسيونالي بالبطولات الإيطالية.
ومع ذلك، فاز يوفنتوس بثنائية كأس إيطاليا وكأس الاتحاد الأوروبي في عام 1990 تحت إشراف أسطورة النادي السابق دينو زوف. في عام 1990، انتقل يوفنتوس أيضًا إلى منزله الجديد، ملعب ديلي ألبي، الذي تم بناؤه لكأس العالم 1990. على الرغم من وصول النجم الإيطالي روبرتو باجيو في وقت لاحق من ذلك العام مقابل رسوم انتقال قياسية عالمية، إلا أن أوائل التسعينيات بقيادة لويجي ميفريدي ثم تراباتوني لم يشهدوا نجاحًا كبيرًا ليوفنتوس، حيث تمكنوا فقط من الفوز بكأس الاتحاد الأوروبي لكرة القدم في عام 1993.

## تجدد النجاح الدولي
مارسيلو ليبي تولى تدريب يوفنتوس في بداية موسم 1994-1995 . كان موسمه الأول على رأس النادي موسمًا ناجحًا، حيث سجل يوفنتوس لقبه الأول في دوري الدرجة الأولى الإيطالي منذ منتصف الثمانينيات، بالإضافة إلى كأس إيطاليا. وضمت مجموعة اللاعبين خلال هذه الفترة سيرو فيرارا وروبرتو باجيو وجيانلوكا فيالي والشاب أليساندرو ديل بييرو. قاد ليبي يوفنتوس إلى أول كأس سوبر إيطاليانا ودوري أبطال أوروبا في الموسم التالي، بفوزه على أياكس بركلات الترجيح بعد التعادل 1-1 الذي سجل فيه فابريزيو رافانيلي ليوفنتوس.
لم يهدأ النادي لوقت طويل بعد الفوز بالكأس الأوروبية: فقد انضم المزيد من اللاعبين المرموقين إلى الحظيرة مثل زين الدين زيدان وفيليبو إنزاغي وإدغار دافيدز. على أرضه، فاز يوفنتوس بلقب الدوري الإيطالي 1996–97 و1997-98 ، بالإضافة إلى كأس السوبر الأوروبي 1996  وكأس الانتركونتيننتال 1996. وصل يوفنتوس إلى نهائيات دوري أبطال أوروبا 1997 و1998 خلال هذه الفترة، لكنه خسر أمام بوروسيا دورتموند وريال مدريد على التوالي.
بعد غياب لمدة موسمين ونصف، عاد ليبي إلى النادي في عام 2001، بعد إقالة بديله كارلو أنشيلوتي، ووقع لاعبين من الأسماء الكبيرة مثل جانلويجي بوفون، وديفيد تريزيجيه، وبافل نيدفيد وليليان تورام، مما ساعد حصل على لقبين آخرين في الدوري الممتاز خلال موسمي 2001–02 و2002–03.  كان يوفنتوس أيضًا جزءًا من نهائي دوري أبطال أوروبا بالكامل في عام 2003 ، لكنه خسر أمام ميلان بركلات الترجيح بعد انتهاء المباراة بالتعادل 0-0. في ختام الموسم التالي، تم تعيين ليبي مدربًا للمنتخب الإيطالي، لينهي واحدة من أكثر الفترات الإدارية المثمرة في تاريخ يوفنتوس. كان خمسة من لاعبي يوفنتوس جزءًا من الفريق بطل العالم 2006.

## فضيحةالكالسيوبولي
تم تعيين فابيو كابيلو مدربًا ليوفنتوس في عام 2004 وقاد النادي إلى مركزين متتاليين في الدوري الإيطالي. في مايو 2006، أصبح يوفنتوس أحد الأندية الخمسة المرتبطة بفضيحة الكالتشيو بولي. في يوليو، وضع يوفنتوس في ذيل جدول الدوري وهبط إلى دوري الدرجة الثانية للمرة الأولى في تاريخه. تم تجريد النادي أيضًا من لقب 2005 الذي فاز به تحت قيادة كابيلو، بينما تم تعيين لقب 2006، بعد فترة من التحكيم ، إلى إنتر ميلان.
غادر العديد من اللاعبين الأساسيين بعد خفض ترتيبهم إلى دوري الدرجة الثانية، بما في ذلك ليليان تورام والمهاجم النجم زلاتان إبراهيموفيتش والنجوم الدفاعي فابيو كانافارو. ومع ذلك، ظل لاعبون آخرون مشهورون مثل جانلويجي بوفون وأليساندرو ديل بييرو وديفيد تريزيجيه وبافيل نيدفيد لمساعدة النادي على العودة إلى دوري الدرجة الأولى بينما تم دمج شباب من بريمافيرا (فريق الشباب) مثل سيباستيان جيوفينكو وكلاوديو ماركيزيو في الأول. فريق.
كجزء من العقوبات، تم تخفيض 30 نقطة في البداية ليوفنتوس لبدء موسم 2006-07 في دوري الدرجة الثانية. كان هذا سيجعل من الصعب على يوفنتوس العودة إلى دوري الدرجة الأولى الإيطالي حتى 2008-09 على أقرب تقدير. ومع ذلك، قبل بداية الموسم مباشرة، تم تخفيض العقوبة إلى تسع نقاط عند الاستئناف. في حين أن يوفنتوس لا يزال يبدأ الموسم بنقاط سلبية، إلا أنه لديه الآن فرصة قتالية للعودة إلى دوري الدرجة الأولى الإيطالي، حيث أنهوا الموسم كفائزين بالدوري، مما سمح لهم بالترقية مباشرة إلى دوري الدرجة الأولى الإيطالي بعد الموسم. حصل الكابتن ديل بييرو على جائزة الهداف برصيد 21 هدفًا.
في وقت مبكر من عام 2010، فكر يوفنتوس في تحدي تجريده من السكوديتو من 2005 وعدم التنازل عن لقب 2006، اعتمادًا على نتائج التجارب المرتبطة بفضيحة 2006. عندما تم إلغاء إدانة المدير العام السابق لوتشيانو موجي في المحكمة الجنائية فيما يتعلق بالفضيحة جزئيًا من قبل المحكمة العليا في 23 مارس 2015،  رفع النادي دعوى قضائية ضد الاتحاد الإيطالي لكرة القدم (FIGC) مقابل 443 يورو مليون دولار عن الأضرار الناجمة عن هبوطهم عام 2006. رئيس الاتحاد الإيطالي كارلو تافيكيو عرضت لمناقشة إعادة العمل سيودتي المفقودة في مقابل يوفنتوس اسقاط الدعوى. في 9 سبتمبر 2015، أصدرت المحكمة العليا وثيقة من 150 صفحة أوضحت حكمها النهائي في القضية: على الرغم من إلغاء التهم المتبقية لموجي دون محاكمة جديدة بسبب قانون التقادم،  أكدت المحكمة أن موجي كان نشطًا متورط في الاحتيال الرياضي الذي كان يهدف إلى تفضيل يوفنتوس وزيادة منافعه الشخصية. في النهاية، في عام 2016، رفضت محكمة تقرير التقييم الثالث طلب التعويض الذي روج له يوفنتوس. في 15 مارس 2017، تم تأكيد حظر موجي مدى الحياة بشكل نهائي في الاستئناف النهائي.

## العودة إلى دوري الدرجة الأولى
بعد العودة إلى دوري الدرجة الأولى الإيطالي في موسم 2007-08 ، عين يوفنتوس كلاوديو رانييري كمدرب. لقد احتلوا المركز الثالث في موسمهم الأول بعد عودتهم إلى دوري الدرجة الأولى وتأهلوا إلى الدور التمهيدي الثالث لدوري أبطال أوروبا في المراحل التمهيدية. وصل يوفنتوس إلى دور المجموعات، حيث تغلب على ريال مدريد ذهابًا وإيابًا، قبل أن يخسر في دور الستة عشر أمام تشيلسي. تم إقالة رانييري بعد سلسلة من النتائج غير الناجحة، حيث تم تعيين سيرو فيرارا كمدرب مؤقت للمباراتين الأخيرتين من موسم 2008-09. تم تعيين فيرارا لاحقًا كمدير لموسم 2009-10.
ومع ذلك، أثبتت الفترة التي قضاها فيرارا كمدرب ليوفنتوس أنها غير ناجحة، حيث خرج يوفنتوس من دوري أبطال أوروبا وكأس إيطاليا، بالإضافة إلى احتلاله المركز السادس في جدول الدوري في نهاية يناير 2010، مما أدى إلى إقالة فيرارا. وتسمية ألبرتو زاكيروني مديرًا مؤقتًا. لم يستطع زاكيروني مساعدة الفريق على التحسن حيث أنهى يوفنتوس الموسم في المركز السابع في دوري الدرجة الأولى. لموسم 2010-11 ، تم استبدال جان كلود بلان بأندريا أنيلي كرئيس للنادي. كان أول عمل أجنيلي هو استبدال زاكيروني ومدير الرياضة أليسيو سيكو بمدير سامبدوريا لويجي ديلنيري ومدير الرياضة جوزيبي ماروتا. ومع ذلك، فشل ديلنري في تحسين ثرواتهم وتم فصله. تم تسمية اللاعب السابق والمفضل لدى الجماهير أنطونيو كونتي، بعد فوزه بالترقية مع سيينا، كبديل لدينري. في سبتمبر 2011، انتقل يوفنتوس إلى ملعب يوفنتوس الجديد.

## عودة (2011-2020)

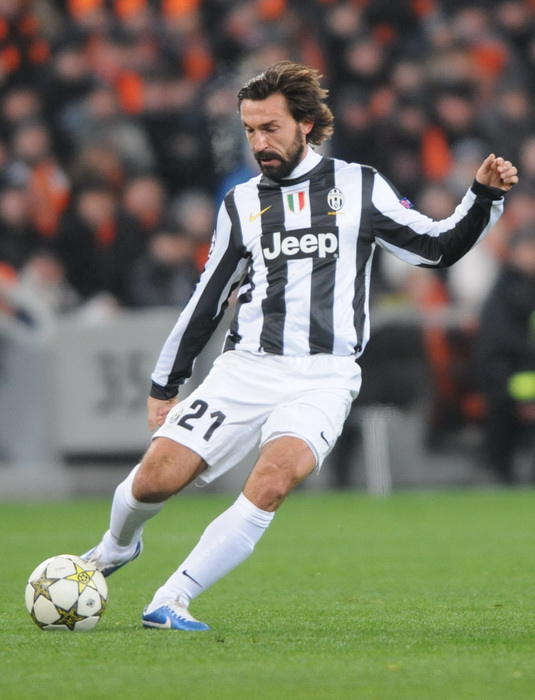
يلعب صانع الألعاب أندريا بيرلو مع يوفنتوس في عام 2012

مع كونتي كمدرب، لم يهزم يوفنتوس طوال موسم 2011-12 بالدوري الإيطالي. قرب النصف الثاني من الموسم، كان الفريق يتنافس في الغالب مع غريمه الشمالي ميلان على المركز الأول في مسابقة ضيقة. فاز يوفنتوس باللقب في الجولة 37 بعد فوزه على كالياري 2-0 وخسر ميلان أمام إنترناسيونالي 4-2. بعد فوزه 3-1 في الجولة الأخيرة ضد أتالانتا، أصبح يوفنتوس أول فريق يخوض الموسم بدون هزيمة بالشكل الحالي المكون من 38 مباراة. تضمنت الإنجازات الأخرى الجديرة بالملاحظة أكبر فوز خارج الأرض (5-0 في فيورنتينا)، وأفضل سجل دفاعي (20 هدفًا، أقل عدد على الإطلاق في تنسيق الدوري الحالي) في الدوري الإيطالي وثاني أفضل في الدوريات الأوروبية الست الأولى في ذلك العام. في 2013-14 ، فاز يوفنتوس بالدوريتو للمرة الثالثة على التوالي برصيد قياسي بلغ 102 نقطة و 33 انتصارًا. اللقب هو البطولة الرسمية الثلاثين للنادي في تاريخه. كما حققوا الدور نصف النهائي من الدوري الأوروبي، حيث خرجوا على أرضهم أمام كاتيناتشو بنفيكا المكون من عشرة لاعبين، وغاب عن المباراة النهائية على ملعب يوفنتوس.

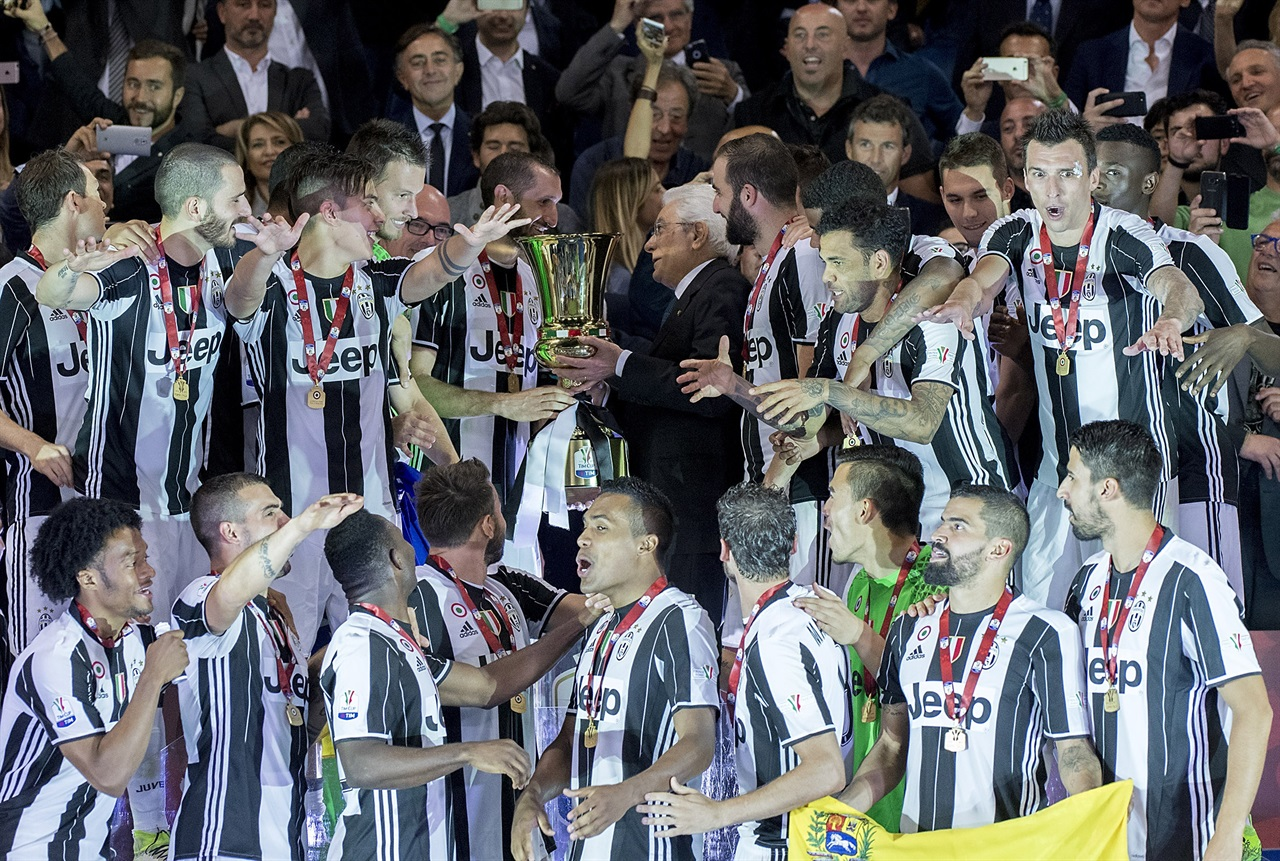
قائد يوفنتوس جورجيو كيليني يتسلم كأس إيطاليا 2017 من الرئيس الإيطالي سيرجيو ماتاريلا

في 2014-15 ، ماسيميليانو أليغري وعين مديرا، والذي فاز يوفنتوس لقب رسمي 31، مما يجعل منه رقما قياسيا عشر الرابع على التوالي، فضلا عن تحقيق كأس إيطاليا لل ضعف. كما تغلب النادي على ريال مدريد في نصف نهائي دوري أبطال أوروبا 3-2 في مجموع المباراتين ليواجه برشلونة في النهائي في برلين لأول مرة منذ 2002-2003 دوري أبطال أوروبا. خسر يوفنتوس المباراة النهائية أمام برشلونة 3-1 بعد هدف مبكر في الدقيقة الرابعة سجله إيفان راكيتيتش، تلاه هدف التعادل ألفارو موراتا في الدقيقة 55. تقدم برشلونة مرة أخرى بهدف من لويس سواريز في الدقيقة 70، تلاه هدف في الدقيقة الأخيرة من قبل نيمار حيث وقع يوفنتوس في الهجمة المرتدة. في 14 ديسمبر 2015، فاز يوفنتوس بجائزة دوري الدرجة الأولى لكرة القدم لعام 2014-15، وهي المرة الرابعة على التوالي. في 25 أبريل 2016، فاز النادي بلقبه الخامس على التوالي (والمرتبة 32 بشكل عام) منذ فوزه بخمس مرات متتالية بين 1930-1931 و1934-1935، بعد أن خسر نابولي المركز الثاني أمام روما لإعطاء اليوفنتوس يقينًا رياضيًا باللقب بثلاث مباريات. للاحتياط؛ خسارته الأخيرة أمام ساسولو في 25 أكتوبر 2015، مما تركهم في المركز الثاني عشر، قبل أن يحصلوا على 73 نقطة من 75 محتملة. يوم 21 مايو عام 2016، ثم فاز النادي بكأس ايطاليا للمرة 11th واللقب الثاني على التوالي، ليصبح أول فريق في تاريخ إيطاليا للفوز دوري الدرجة الأولى الإيطالي وكأس إيطاليا يتضاعف في مواسم العودة إلى الوراء.
في 17 مايو 2017، فاز يوفنتوس بلقبه الثاني عشر في كأس إيطاليا بفوزه 2-0 على لاتسيو (أول فريق يفوز بثلاث بطولات متتالية). بعد أربعة أيام في 21 مايو، أصبح يوفنتوس أول فريق يفوز بستة ألقاب متتالية في الدوري الإيطالي. في 3 يونيو 2017، وصل يوفنتوس إلى نهائي دوري أبطال أوروبا الثاني في ثلاث سنوات، لكنه خسر 1-4 من قبل حامل اللقب ريال مدريد - حدث التدافع في تورينو قبل عشر دقائق من نهاية المباراة. في 9 مايو 2018، فاز يوفنتوس بلقبه الثالث عشر في كأس إيطاليا، والرابع على التوالي، بفوزه 4-0 على ميلان، ليوسع الرقم القياسي المسجل في جميع الألقاب المتتالية في كأس إيطاليا. بعد أربعة أيام في 13 مايو، حصل يوفنتوس على لقبه السابع على التوالي في دوري الدرجة الأولى الإيطالي، ليوسع رقماً قياسياً حافلاً بالانتصارات المتتالية في المسابقة. في 10 يوليو 2018، حطم يوفنتوس الرقم القياسي للرسوم المدفوعة للاعب أكثر من 30 عامًا والرقم القياسي لرسوم دفعها أحد الأندية الإيطالية من خلال شراء كريستيانو رونالدو البالغ من العمر 33 عامًا من ريال مدريد مقابل 112 يورو. مليون جنيه استرليني أو 99.2 جنيه إسترليني مليون. في 16 يناير 2019، فاز يوفنتوس وميلانو، اللذان تعادلا معا في كأس السوبر الإيطالي بسبعة انتصارات لكل منهما، ضد بعضهما البعض: فاز يوفنتوس بثمانية في كأس السوبر الإيطالي بعد فوزه على ميلان 1-0. في 20 أبريل 2019، حصل يوفنتوس على لقبه الثامن على التوالي في دوري الدرجة الأولى الإيطالي، مما عزز الرقم القياسي المسجل في الانتصارات المتتالية في المسابقة. بعد إقالة أليجري،  تم تعيين ماوريتسيو ساري مديرًا للنادي قبل موسم 2019-20. في 26 يوليو 2020، تم تأكيد لقب دوري الدرجة الأولى الإيطالي ليوفنتوس 2019-20 ، محققًا رقمًا غير مسبوقًا بتسعة ألقاب متتالية في الدوري.

## السنوات الأخيرة (2020 إلى الوقت الحاضر)
في 8 أغسطس 2020، أقيل ساري من منصبه الإداري، بعد يوم واحد من إقصاء يوفنتوس من دوري أبطال أوروبا على يد ليون. في نفس اليوم، تم الإعلان عن اللاعب السابق أندريا بيرلو كمدرب جديد، ووقع عقدًا لمدة عامين. في 20 يناير 2021، فاز يوفنتوس بلقبه التاسع في كأس السوبر الإيطالي 2021 بعد فوزه 2-0 على نابولي. مع بطولة انترناسيونالي في عام 2021، انتهى سباق يوفنتوس بتسعة ألقاب متتالية،  لكنه تمكن من تأمين المركز الرابع في اليوم الأخير من الدوري، ومنح يوفنتوس التأهل إلى دوري أبطال أوروبا الموسم التالي. في 19 مايو، فاز يوفنتوس بكأس إيطاليا 14. في 28 مايو، أقال يوفنتوس بيرلو من منصبه الإداري،  وأعلن عودة أليجري إلى النادي كمدرب بعد عامين من العمل في الإدارة.

## روابط خارجية
- "Football Philosophers" (PDF). Union des Associations Européennes de Football (UEFA). ج. 46. مايو 2010. مؤرشف من الأصل (PDF) في 2023-01-20.
- Glanville، Brian (2005). The Story of the World Cup. London: Faber and Faber. ISBN:0-571-22944-1.
- Goldblatt، David (2007). The Ball is Round: A Global History of Football. London: Penguin. ISBN:978-0-14-101582-8.
- Hazard، Patrick؛ Gould، David (2001). Fear and loathing in world football. Berg Publishers. ISBN:1-85973-463-4.
- Papa, Antonio; Panico, Guido (1993). Storia sociale del calcio in Italia (بالإيطالية). Bologna: Il Mulino. p. 271. ISBN:88-15-08764-8.لم يتم العثور على روابط لمواقع التواصل الاجتماعي.